# Wakonda (South Dakota)
Wakonda ist eine Stadt im Clay County im Bundesstaat South Dakota in den USA. Laut der Volkszählung im Jahr 2020 hatte Wakonda 347 Einwohner.

## Geographie
Wakonda liegt im Südosten von South Dakota. Die Fläche der Stadt beträgt laut dem United States Census Bureau insgesamt 0,97 km², ausschließlich Landfläche.

## Geschichte
Die Stadt Wakonda wurde 1888 gegründet, nachdem die Eisenbahn in das Gebiet kam. Der Name stammt vom Begriff „Wakonda“, der eine göttliche Kraft oder spirituelle Macht bezeichnet.
Ein Postamt ist in Wakonda seit 1886 in Betrieb.

## Demographie
Laut der Volkszählung von 2020 hatte Wakonda 347 Einwohner.

## Bildung
Wakonda ist Teil des Viborg-Hurley School Districts.